# Hercules (äventyrsserie)
Hercules (engelska: Hercules: The Legendary Journeys) amerikansk äventyrsserie som till största delen är inspelad i Nya Zeeland, producerad mellan 1995 och 1999. En spinoff till tv-serien är Xena - Krigarprinsessan.
Serien har i Sverige visats i TV3.
Serien utspelar sig i en fantasyversion av Antikens Grekland.

## Huvudkaraktärer
- Hercules - Kevin Sorbo
- Iolaus - Michael Hurst
- Ares - Kevin Smith
- Autolycus - Bruce Campbell
- Xena - Lucy Lawless
- Gabrielle - Renee O'Connor
- Nebula - Gina Torres